# Union nationale du transport frigorifique
 (février 2021).
Si vous disposez d'ouvrages ou d'articles de référence ou si vous connaissez des sites web de qualité traitant du thème abordé ici, merci de compléter l'article en donnant les références utiles à sa vérifiabilité et en les liant à la section « Notes et références ».
L'Union nationale du transport frigorifique (UNTF) est une union créée en 2007, en remplacement du Groupement des Transporteurs Routiers de Denrées Périssables. 
Son siège social est situé au MIN de Rungis.
Elle était coprésidée par Nicolas Olano et Philippe Antoine jusqu'en 2015, moment où Nicolas Olano se retire.

## Activités
Elle possède 80 % des camions frigorifiques du secteur[réf. nécessaire]. L'UNTF regroupe 400 entreprises[réf. souhaitée] spécialisées dans le secteur frigorifique (activité majoritaire, voire exclusive).
Elle promeut également les bonnes pratiques de la chaîne du froid lors du chargement et du transport de produits surgelés.